# Lukas Rupp
Lukas Rupp (Heidelberg, 1991. január 8. –) német labdarúgó, a TSG 1899 Hoffenheim középpályása.